# Tianlong-2
Tianlong-2 (chinesisch 天龍二號 / 天龙二号, Pinyin Tiānlóng Èrhào – „Himmelsdrache 2“) ist eine dreistufige Trägerrakete des privaten Unternehmens Space Pioneer in Peking.
Die Rakete verwendet Flüssigkeitstriebwerke, der erfolgreiche Erstflug erfolgte am 2. April 2023.

## Geschichte
Am 15. Juni 2015 gründete der Raumfahrtingenieur Kang Yonglai (康永来) im Pekinger Stadtbezirk Fengtai die „Beijing Tianbing Technology Co., Ltd.“ (北京天兵科技有限公司), die unter dem Namen Space Pioneer auftritt.
Kang war bis dahin Leiter der Hauptentwicklungsabteilung (总体研究室) bei der Chinesischen Akademie für Trägerraketentechnologie und hatte in dieser Eigenschaft die Hyperschallrakete Dongfeng 17 sowie die leichte Trägerrakete Langer Marsch 11 betreut. Aufgrund der günstigeren Bedingungen gründete Space Pioneer Anfang 2019 im Stadtbezirk Dongli von Tianjin eine Zweigniederlassung, wo man mit der Entwicklung eines Flüssigkeitstriebwerks begann.
Man versuchte damals ein Triebwerk namens „Tianhuo 1“ (天火一号, „Himmelsfeuer 1“) zu entwickeln, das mit einem monergolen, aus einem Gemisch von Stickoxiden bestehenden Treibstoff arbeitet. Dieser Treibstoff, der in China als „HCP“ und in den USA als „NOFBX“ bekannt ist, hat den Vorteil, sowohl ungiftig als auch bei Raumtemperatur lagerbar zu sein. Es kam jedoch vor, dass solche Triebwerke beim Abschalten explodierten.
Space Pioneer konnte das Tianhuo-1-Triebwerk im September 2019 auf dem Prüfstand der Firma bei Gongyi, Provinz Henan, erfolgreich testen. Anfang 2020 erfolgte ein Test des weiterentwickelten Tianhuo 2, im Dezember 2020 schließlich das Tianhuo 3.
Dann entschied man sich jedoch dafür, diesen Weg und die angedachte Rakete Tianlong-1, die 2021 ihren Erstflug absolvieren sollte, nicht weiter zu verfolgen.
Stattdessen entwickelte Space Pioneer ein nach dem Hauptstromverfahren mit der diergolen Treibstoffkombination Raketenkerosin und Flüssigsauerstoff arbeitendes Triebwerk namens „Tianhuo 11“ mit einer Schubkraft von 300 kN.
In der ersten Jahreshälfte 2021 absolvierte das Tianhuo 11 mehrere Testläufe auf dem Prüfstand. Daraufhin gelang es der Firma, bei zwei kurz aufeinanderfolgenden Kapitalerhöhungsrunden im Juli und September 2021 mehrere hundert Millionen Yuan einzuwerben.
Der Treibstoffwechsel für die nun „Tianlong 2“ genannte Rakete erforderte die Entwicklung eines für den mehr als −183 °C kalten Flüssigsauerstoff geeigneten Tanks. Der Tank mit einem an den Befestigungsringen maximalen Durchmesser von 3,35 m wurde aus der in China weit verbreiteten Aluminiumlegierung LD10 in Rührreibschweiß-Technik hergestellt und dann mit einem Isolierschaum überzogen. Im Oktober 2021 war der erste, noch unisolierte Tank fertiggestellt.
Während man für die erste Stufe der Rakete das nach dem Nebenstromverfahren arbeitende, im September 2021 erstmals vorgestellte Kerosin-Triebwerk YF-102 der staatlichen Akademie für Flüssigkeitsraketentriebwerkstechnik zukaufte, entschied man sich bei der zweiten Stufe für das selbst entwickelte Tianhuo 11. Im Mai 2022 absolvierte ein Exemplar der zweiten Stufe mit einem daran montierten Triebwerk auf dem Prüfstand einen simulierten Flug inklusive Betankung, Vorkühlung des Triebwerks, Zündung und Auslenkung.
Anders als die schweren Triebwerke der Akademie für Flüssigkeitsraketentriebwerkstechnik, bei denen nur die Düse geschwenkt wird, während Vorbrenner und Turbopumpe fest mit der Rakete verbunden sind, wird das TH-11 als Ganzes ausgelenkt.
Für die dritte Stufe der Tianlong 2 wurde ein kombiniertes Antriebsmodul mit einem Haupttriebwerk von 3 kN Schubkraft und acht Lageregelungstriebwerken von jeweils 150 N konstruiert. Alle Triebwerke des Moduls verwenden die hypergole Treibstoffkombination Methylhydrazin und Distickstofftetroxid.
Im September 2022 wurde das „Tianhuo 31“ genannte Modul auf dem Prüfstand gründlich getestet. Man ließ das Haupttriebwerk 630 Sekunden lang laufen; die acht Lageregelungstriebwerke wurden jeweils 1200-mal an- und abgeschaltet, wobei die kürzeste Brennzeit 10 ms betrug.
Anfang November 2022 folgte ein Test der ersten Stufe mit drei daran montierten YF-102-Triebwerken. Nach Betankung aus Tanklastwagen – was im Regelbetrieb die Kosten senkt – ließ man die Triebwerke 143 Sekunden lang laufen, was exakt einem realen Einsatz entsprach. Anfang Januar 2023 erfolgte abschließend noch ein Test zur Trennung der beiden Hälften der Nutzlastverkleidung. Da man an den Schalen hinterher keine Beschädigungen feststellte, entschloss man sich, sie für den Erstflug der Rakete wiederzuverwenden.

## Aufbau
Die dreistufige Tianlong-2 hat einen Durchmesser von 3,35 m – die Stufen können also mit der Eisenbahn transportiert werden – und ist insgesamt 35 m lang, 8 m davon die Nutzlastverkleidung. Im Inneren der Nutzlastverkleidung steht für die Nutzlasten ein Raum von 3,05 m Durchmesser und 5,7 m Länge zur Verfügung. Das Startgewicht der Rakete beträgt 150 t.
Die erste Stufe verwendet drei Triebwerke vom Typ YF-102 mit einer Schubkraft von 650 kN auf Meereshöhe, die von der Akademie für Flüssigkeitsraketentriebwerkstechnik geliefert werden (dieses Triebwerk kann je nach Kundenwunsch mit einer Schubkraft zwischen 620 kN und 835 kN gefertigt werden). Das Triebwerk ist in einem großen Bereich regelbar, die Tianlong-2 startet mit einem Gesamtschub von 1900 kN.
Die zweite Stufe der Rakete besitzt ein Triebwerk vom Typ TH-11, das auf Meereshöhe 257 kN Schub erzeugt und im Vakuum 300 kN.
Das TH-11 wird zum Teil mit 3D-Druck hergestellt – weltweit das erste Mal, dass diese Technik bei einem nach dem Hauptstromverfahren arbeitenden Triebwerk eingesetzt wird – wodurch sich die Zahl der Komponenten um 80 % reduziert, die Herstellungszeit um 70 % und Kosten sowie Gewicht um jeweils 40 %. Das Schub-Gewicht-Verhältnis des Triebwerks liegt bei über 100.
Die dritte Stufe besteht aus dem in betanktem Zustand 940 kg schweren TH-31-Modul mit einem Haupttriebwerk von 3 kN Vakuumschub. Die acht Lageregelungstriebwerke von jeweils 150 N sind an vier Stellen rund um das Modul angeordnet, zwei davon mit nach hinten, parallel zum Haupttriebwerk gerichtetem Schubkraftvektor, jeweils drei in zwei T-förmigen Gruppen mit einem Schubkraftvektor parallel zum Haupttriebwerk und zwei – eines nach links, eines nach rechts – tangential zum Modul.
Die dritte Stufe der Tianlong-2 besitzt die Möglichkeit zum gesteuerten Wiedereintritt in die Atmosphäre. Beim Erstflug der Rakete am 2. April 2023 wurde die Oberstufe 260 Sekunden nach dem Aussetzen des 8 kg schweren Cubesats Ai Taikong Kexue (爱太空科学号, „Liebe zur Weltraumwissenschaft“, 2023-049A) gedreht. Das Haupttriebwerk der Stufe wurde zweimal gezündet. Während dieser Zeit wurde die Fluglage der Oberstufe mit den Lageregelungstriebwerken ständig gesteuert, so dass die Stufe 400 Sekunden nach der ersten Zündung des Haupttriebwerks den Orbit verließ und nach einer halben Erdumrundung in einem sicheren Gebiet des antarktischen Kontinents niederging.

## Technische Daten
| Modell      | TL-2                                          |
| ----------- | --------------------------------------------- |
| Stufen      | 3                                             |
| Höhe        | 35 m                                          |
| Durchmesser | 3,35 m                                        |
| Startmasse  | 150 t                                         |
| Startschub  | 1900 kN                                       |
| Nutzlast    | 2 t LEO 1,5 t SSO                             |
| 1. Stufe    |                                               |
| Durchmesser | 3,35 m                                        |
| Triebwerk   | 3 × YF-102 mit je 650 kN Schub auf Meereshöhe |
| Treibstoff  | Raketenkerosin und Flüssigsauerstoff          |
| 2. Stufe    |                                               |
| Durchmesser | 3,35 m                                        |
| Triebwerk   | 1 × TH-11 mit 300 kN Vakuumschub              |
| Treibstoff  | Raketenkerosin und Flüssigsauerstoff          |
| 3. Stufe    |                                               |
| Durchmesser | 3,35 m                                        |
| Triebwerk   | 1 × TH-31 mit 3 kN Vakuumschub                |
| Treibstoff  | Methylhydrazin und Distickstofftetroxid       |

## Startliste
Dies ist eine Liste aller Tianlong-2-Starts, Stand 31. März 2025.
| Lfd. Nr. | Datum (UTC)         | Startplatz | Nutzlast         | Art der Nutzlast  | Umlaufbahn | Anmerkungen                    |
| -------- | ------------------- | ---------- | ---------------- | ----------------- | ---------- | ------------------------------ |
| 1        | 2. April 2023 08:48 | Jiuquan    | Ai Taikong Kexue | TE/Erdbeobachtung | SSO        | Erfolg Erstflug der Tianlong-2 |

## Tianlong-3
In Entwicklung befindet sich die zweistufige Tianlong-3 mit einem größeren Durchmesser von 3,8 m. Dadurch kann die Rakete zwar nicht mehr mit der Bahn transportiert werden, es würden aber bis zu sieben Triebwerke vom Typ YF-102 in einem Modul Platz finden.
Die Rakete ist 71 m lang und besitzt ein Startgewicht von 590 t. Für den Startschub gibt die Firma 7700 kN an. Das YF-102 wurde 2023 mit einem maximalen Schub von 835 kN produziert, Space Pioneer entwickelt aber ein eigenes, nach dem Nebenstromverfahren arbeitenden Kerosin-Sauerstoff-Triebwerk namens TH-12, das einen Schub von 1090 kN auf Meereshöhe erzeugen soll.
Die maximale Nutzlast für erdnahe Umlaufbahnen soll 17 t betragen, für sonnensynchrone Orbits von 500 km Höhe 14 t.
Es sollen bis zu 60 Satelliten gleichzeitig ins All gebracht werden können, wofür zwei verschiedene Nutzlastverkleidungen zur Auswahl stehen: eine  mit 4,2 m Durchmesser und 12 m Länge oder eine  mit 5,2 m Durchmesser und 14 m Länge, was die Gesamtlänge der Rakete um 2 m erhöht.
Am 30. Juni 2024 startete bei einem Test eine Tianlong-3 versehentlich durch Versagen der Verbindung zur Startrampe. Der Flugkörper ging bei Gongyi in Zentralchina nieder, explodierte am Boden, das Feuer wurde gelöscht, es wurde niemand verletzt.